# Universidad de Chiang Mai
La Universidad de Chiang Mai (en tailandés: มหาวิทยาลัยเชียงใหม่) fue la primera universidad de ámbito provincial establecida en Tailandia y la primera en tener el nombre de la ciudad donde se ubica, Chiang Mai, provincia de Chiang Mai. Se encuentra a unos cuatro kilómetros de la ciudad. Fue fundada en junio de 1964, y empezó a ofrecer sus cursos de doctorado en 1976. En 2006 obtuvo por las autoridades educativas de Tailandia la calificación de Excelente, que comparte con la universidad de Chulalongkorn y la universidad de Mahidol.